# 別列濟納 (沃洛季米列齊區)
51°26′2″N 25°41′29″E / 51.43389°N 25.69139°E
別列濟納（烏克蘭語：Березина），是烏克蘭西北部的村莊，隸屬里夫內州的瓦拉什區。該村始建於1630年，面積17.1平方公里，海拔高度171米，2001年人口197，人口密度每平方公里11.5人。